# プリント・ウィキペディア

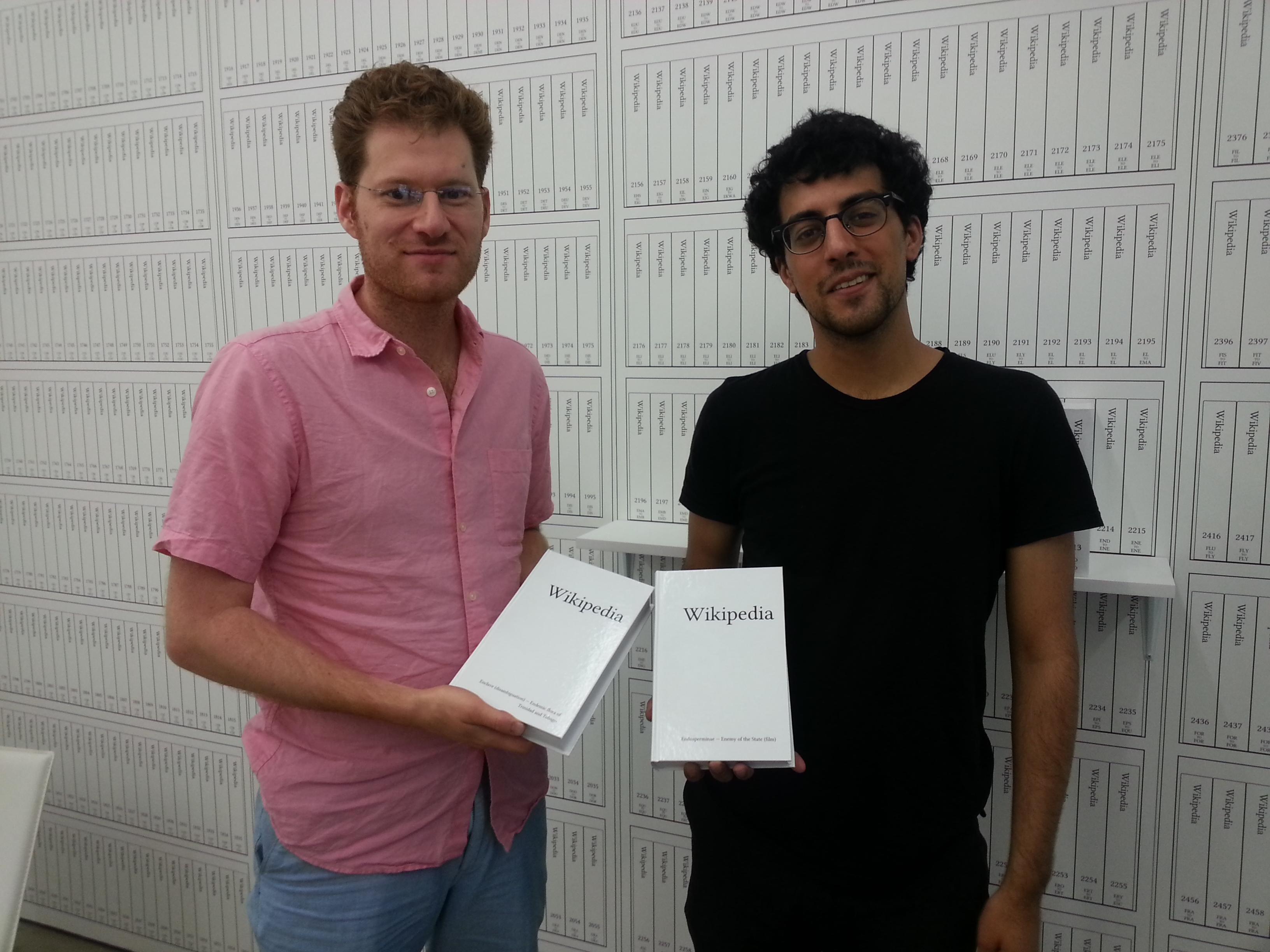
「プリント・ウィキペディア」プロジェクトを主導した芸術家マイケル・マンディバーグ（左）とアシスタントのジョナサン・キリナサン。ニューヨークのデニー・ギャラリーで開催された展示会"From Aaaaa to ZZZap!"の開場前に撮影。

プリント・ウィキペディア（英語: Print Wikipedia）は、アメリカ合衆国の芸術家マイケル・マンディバーグ(Michael Mandiberg)によるアートプロジェクトであり、英語版ウィキペディアの記事の本文を印刷、製本して書籍化するというものである。2015年の夏にニューヨークで展示会が行われた。

## 概要
マンディバーグは2009年にこのプロジェクトを開始した。マンディバーグがこのプロジェクトを開始した動機は、「それ（ウィキペディアの規模）がどれくらい大きいのか」という問いの答えを求めたかったからである。ビッグデータの実体として、ウィキペディアの規模の大きさは、FacebookやNSAのデータファイルのように人間の感覚を超越するほど大きいものではなく、認知できる範囲内にある。ウィキメディア財団の業務執行取締役であるキャサリン・マーは、これを「知識へのジェスチャー」(a gesture at knowledge)と表現した。ウィキメディア財団はこのプロジェクトに協力し、自費出版会社ルルエンタープライズも資金を提供した。
ウィキペディアの内容を自動的に印刷用のファイルに変換し、ルルエンタープライズのサーバにアップロードするプログラムを作成するため、アシスタントのジョナサン・キリナサン(Jonathan Kiritharan)を雇った。印刷用のファイルは、ルルエンタープライズのオンデマンド印刷サービスを利用して、紙の本として印刷できるようにした。
2014年、オンデマンド印刷企業のPediaPressが、英語版ウィキペディアの全文を印刷するための資金として3万ポンドをインディーゴーゴーで集めようとしたが、後に撤回された。PediaPressのプロジェクトでは、1巻1,200ページで1,000巻、合計1,200,000ページを印刷する予定であり、これを本棚に並べると80メートルの幅になる。マンディバーグは、ウィキペディアの大きさを理解するためには全巻を印刷する必要はなく、一部を見てもらえばその大きさを理解できるはずだと述べて、自分で全巻を印刷するつもりはないと断言した。

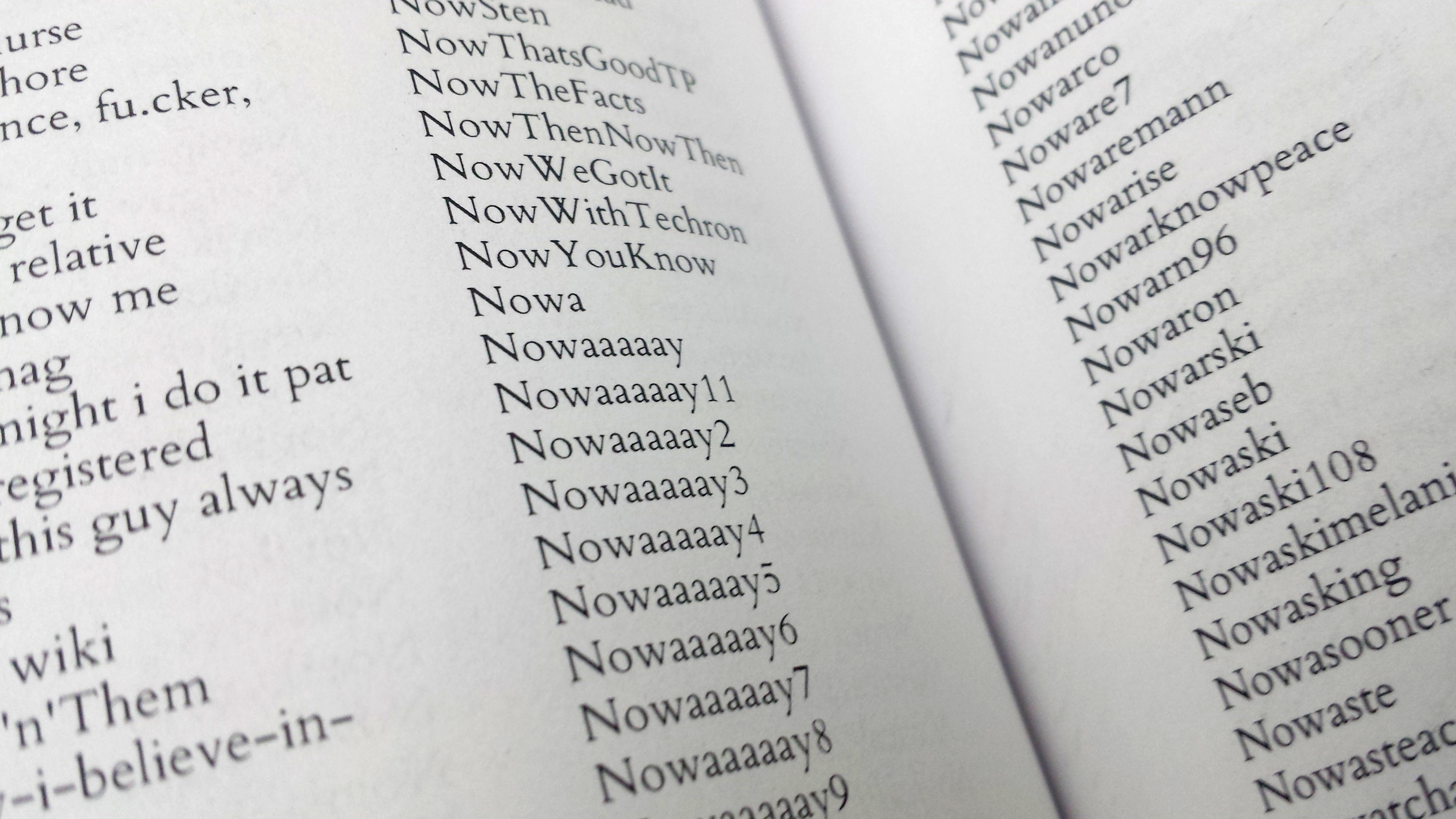
付録の執筆者一覧の一部

プログラムの作成には3年かかり、サーバへのアップロードには24日と3時間18分かかった。2015年6月18日から、ニューヨークのデニー・ギャラリー(Denny Gallery)で、From Aaaaa! to ZZZap!と題して、製本されたウィキペディアの展示が行われた。2015年4月7日時点の英語版ウィキペディアを対象として、1巻700ページで全106巻分が展示された。これは、この時点で存在する英語版ウィキペディアの全てのテキストの書籍化に必要な7,473巻のごく一部である。印刷された106巻には記事の本文のみが含まれ、画像や脚注は省略されていた。展示会の壁面には、最初の1,980巻の背表紙が展示された。記事の補足のため、当時の英語版ウィキペディアの全投稿者750万人の一覧（全36巻）と目次（全91巻）が追加で印刷された。ニューヨークでの展示は同年7月12日に終了した。

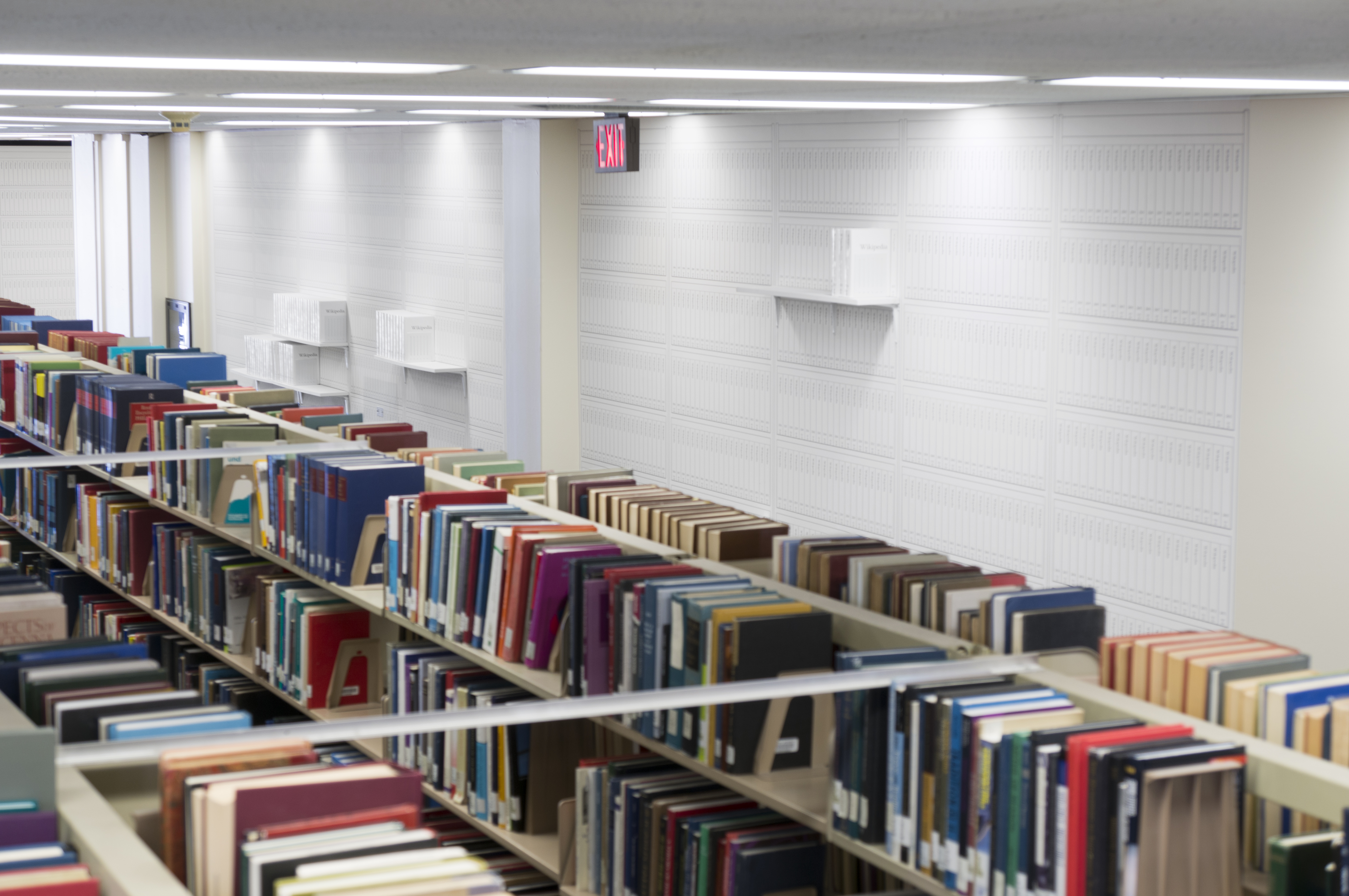
アリゾナ州立大学の壁に展示された書籍版ウィキペディア

その後、2016年2月24日から5月21日まで、アリゾナ州立大学テンピキャンパスのチャールズ・トランブル・ヘイデン図書館にて、本来の百科事典が陳列されるコーナーに隣接して書籍版ウィキペディアが展示された。
マンディバーグが実際に印刷し展示したのは106巻のみだったが、印刷用のデータは本文7,473巻、目次91巻、執筆者一覧36巻分が全て作られており、ルルエンタープライズの販売サイトlulu.comにて購入ができる。1巻当たりの単価は80ドルで、全巻セットは50万ドルである。

## 影響
同様のアートプロジェクトが、ドイツ語版ウィキペディア（ベルリン、2016年）やオランダ語版ウィキペディア（ゲント、2016年）でも行われた。
このプロジェクトを受けて虚構新聞はお詫びを行った。虚構新聞には2012年10月16日にウィキペディア日本語版が資金確保のために書籍化して出版するという記事が書かれたものの、それが実現して虚構新聞としての誤報となったからである。